# 大内照子
大内 照子（おおうち てるこ、1918年11月15日 - 没年不詳）は、日本の女優である。本名、大内 幸香（おおうち ゆきこ）。

## 人物・来歴
1918年（大正7年）11月15日、愛媛県伊予郡砥部町大字原町に生まれる。4歳上の兄に俳優の大内弘（本名・大内一郎）がいる。
1936年（昭和11年）3月、愛媛県立松山高等女学校（現在の愛媛県立松山南高等学校）を卒業すると同時に、兄の在籍するマキノ正博の新会社マキノトーキー製作所に入社する（第二期入社）。同年4月29日に公開された根岸東一郎・マキノ正博共同監督による『加賀見山』に出演して、満17歳で映画界にデビューした。同社は1937年（昭和12年）4月末には解散しており、葉山純之輔や兄の大内弘ら大半の俳優は新興キネマ京都撮影所（現在の東映京都撮影所）に移籍、マキノ正博、澤村國太郎、光岡龍三郎、照子と同期の水原洋一、田村邦男、團徳麿、志村喬、大倉千代子、大久保清子らは日活京都撮影所に移籍していくが、照子は、同社跡地に、甲陽映画から独立して今井理輔が設立した「今井映画製作所」に移籍した。同社での照子の出演記録は、児井英男（のちの映画プロデューサー児井英生）監督の『海の大将軍』以外は不明であるが、同社も翌1938年（昭和13年）春には解散した。
1939年（昭和14年）春ごろまでに、大阪府南河内郡古市町白鳥園（現在の同府羽曳野市翠鳥園）の極東キネマに入社、同社が製作・配給するサイレント（解説版）の剣戟映画に出演する。同社での出演記録は、1940年（昭和15年）7月11日に公開された高田博文監督の『塙團右衛門』が最後であり、同社は翌年、大宝映画を経て東宝映画に統合されていく。東宝映画、あるいは他社での出演歴はない。時代は第二次世界大戦に突入し、その後の消息はわからない。没年不詳。

## フィルモグラフィ
すべてクレジットは「出演」である。公開日の右側には役名、および東京国立近代美術館フィルムセンター（NFC）所蔵等の上映用プリントの現存状況についても記す。同センター等に所蔵されていないものは、とくに1940年代以前の作品についてはほぼ現存しないフィルムである。

### マキノトーキー製作所
初期の特筆以外すべて製作・配給は「マキノトーキー製作所」である。
- 『加賀見山』 : 監督根岸東一郎・マキノ正博、配給千鳥興行、1936年4月29日公開 - 琴路、51分尺で現存（NFC所蔵[10]）
- 『黒蜻蛉』 : 監督久保為義、配給千鳥興行、1936年6月5日公開 - お花、5分の断片のみ現存（NFC所蔵[10]）
- 『江戸の花和尚』 : 監督根岸東一郎・マキノ正博、配給千鳥興行、1936年6月13日公開 - お長
- 『芝浜の革財布』 : 監督根岸東一郎・マキノ正博、配給千鳥興行、1936年7月8日公開 - お操、現存（NFC所蔵[10]）
- 『妖術白縫変化』 : 監督牧陶六（マキノ正博）、1937年1月5日公開
- 『本朝怪猫伝』 : 監督坂田重則、1937年2月7日公開 - お梅

### 今井映画製作所
すべて製作は「今井映画製作所」、配給は「東宝映画」である。
- 『海の大将軍』 : 監督児井英男（児井英生）、1937年10月29日公開

### 極東キネマ
すべて製作は「極東キネマ古市白鳥園撮影所」、配給は「極東キネマ」である。すべて「解説版」のサイレント映画である。
- 『天空騎士』 : 監督末崎精二、1939年6月28日公開
- 『幽霊半之丞』 : 監督米沢正夫、1939年7月6日公開 - 荻野・千浪（二役）
- 『河童大合戦 前後篇』 : 監督米沢正夫、1939年7月13日公開 - 白妙姫、5分の断片のみ現存（NFC所蔵[10]）
- 『放浪の王者』 : 監督米沢正夫、1939年8月3日公開
- 『忍術西遊記 前篇』 : 監督山口哲平、1939年8月10日公開
- 『忍術西遊記 後篇』 : 監督山口哲平、1939年8月17日公開
- 『秘宝万花帖』 : 監督末崎精二、1939年8月31日公開
- 『岩窟の鬼』 : 監督大塚隆太、1939年9月21日公開 - 千鶴
- 『八荒雷剣法』（『八航雷剣法』） : 監督白鳥雅一、1939年11月9日公開
- 『新篇水戸黄門 江戸の巻』（『新篇水戸黄門』） : 監督米沢正夫、1939年11月15日公開
- 『拳骨水滸伝』 : 監督山口哲平、1940年1月10日公開
- 『怪奇笑ふ猫』 : 監督高田博文、1940年1月23日公開 - 腰元浪路
- 『金剛無双流』 : 監督米沢正夫、1940年1月31日公開
- 『豪傑三羽烏』 : 監督高田博文、補導山口哲平、1940年2月8日公開
- 『黄金秘文書』 : 監督白鳥雅一、1940年2月22日公開
- 『猛襲小天狗』 : 監督高田博文、1940年3月7日公開
- 『塙團右衛門』 : 監督高田博文、1940年7月11日公開